# Frans Karel van Oostenrijk

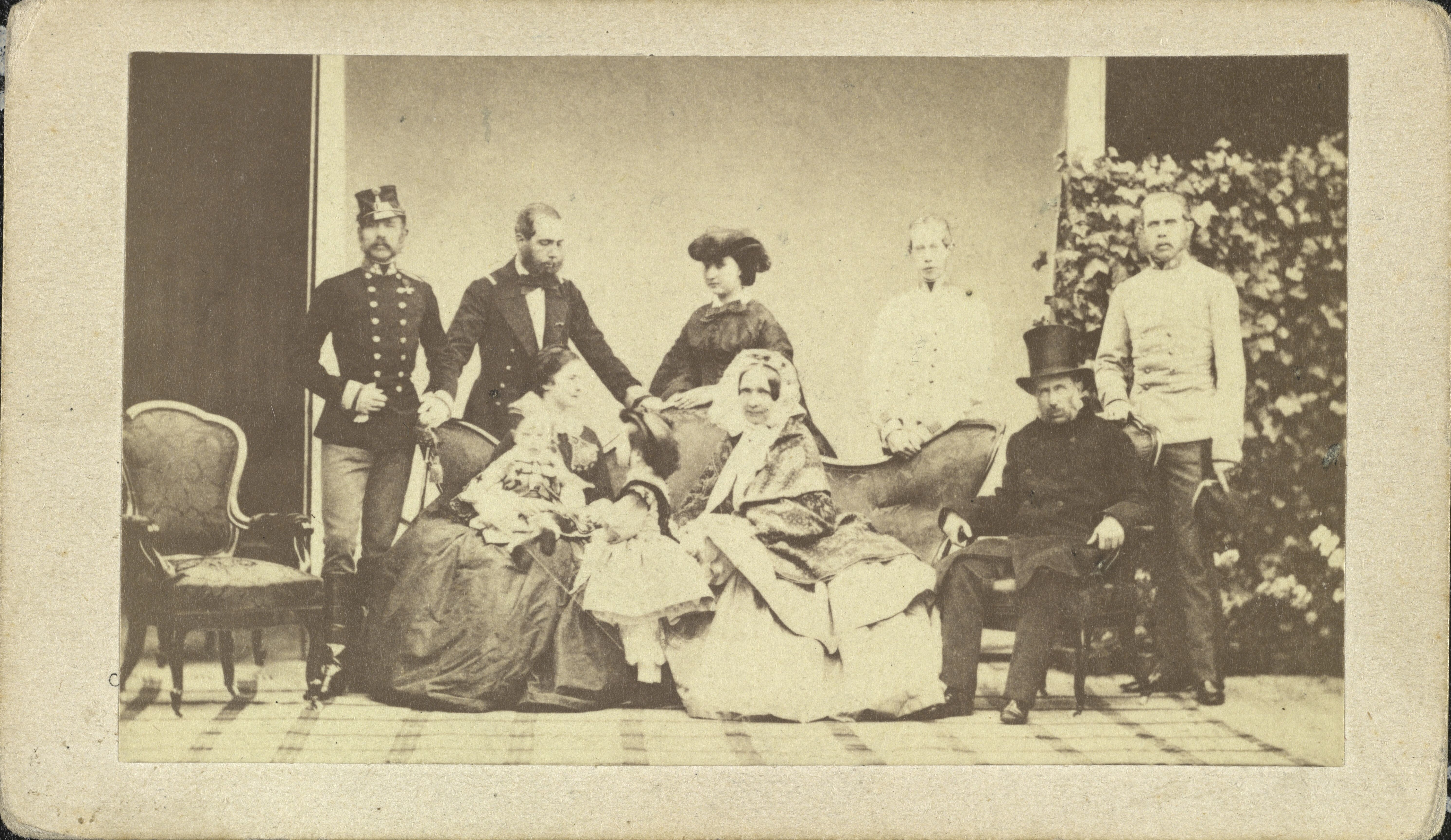
Frans Karel met zijn gezin

Frans Karel Jozef (Wenen, 7 december 1802 — aldaar, 8 maart 1878) aartshertog van Oostenrijk, was de derde zoon van keizer Frans II en Maria Theresia van Bourbon-Sicilië, dochter van Ferdinand I der Beide Siciliën. Hij was de jongere broer van de verstandelijk beperkte keizer Ferdinand I.

## Leven
Aartshertog Frans Karel was lid van de Geheime Staatsconferentie die tussen 1836 en 1848 namens Ferdinand regeerde. Onder invloed van zijn echtgenote Sophie zag hij bij Ferdinands troonsafstand van het keizerschap af ten gunste van hun oudste zoon Frans Jozef. Verder hield hij zich op de achtergrond en bemoeide zich niet met de politiek.
Hij stierf in 1878 te Wenen en was de laatste van het huis Habsburg bij wie hart en ingewanden gescheiden van het lichaam werden begraven.

## Huwelijk en kinderen
Frans Karel huwde op 4 november 1824 te Wenen met Sophie van Beieren, dochter van Maximiliaan I Jozef van Beieren. Uit het huwelijk werden vijf kinderen geboren:
- Frans Jozef (18 augustus 1830 - 21 november 1916), keizer van Oostenrijk
- Ferdinand Max (6 juli 1832 - 19 juni 1867), keizer van Mexico
- Karel Lodewijk (30 juli 1833 - 19 mei 1896), vader van Frans Ferdinand wiens moord aanleiding was voor de Eerste Wereldoorlog
- Maria Anna Carolina Pia (27 februari 1835 - 5 februari 1840)
- Lodewijk Victor (15 mei 1842 - 18 juni 1919)

## Kwartierstaat
| Frans I Stefan van Lotharingen (1708–1765) | Frans I Stefan van Lotharingen (1708–1765) | Frans I Stefan van Lotharingen (1708–1765) | Frans I Stefan van Lotharingen (1708–1765) | Frans I Stefan van Lotharingen (1708–1765) | Frans I Stefan van Lotharingen (1708–1765) |                               |                               | Maria Theresia van Oostenrijk (1717-1780) | Maria Theresia van Oostenrijk (1717-1780) | Maria Theresia van Oostenrijk (1717-1780) | Maria Theresia van Oostenrijk (1717-1780) | Maria Theresia van Oostenrijk (1717-1780) | Maria Theresia van Oostenrijk (1717-1780) |                                     |                                     | Karel III van Spanje (1716-1788)      | Karel III van Spanje (1716-1788)      | Karel III van Spanje (1716-1788)      | Karel III van Spanje (1716-1788)      | Karel III van Spanje (1716-1788)      | Karel III van Spanje (1716-1788)      |  |  | Maria Amalia van Saksen (1724-1760)         | Maria Amalia van Saksen (1724-1760)         | Maria Amalia van Saksen (1724-1760)         | Maria Amalia van Saksen (1724-1760)         | Maria Amalia van Saksen (1724-1760)         | Maria Amalia van Saksen (1724-1760)         |                                                |                                                | Frans I Stefan van Lotharingen (1708–1765)     | Frans I Stefan van Lotharingen (1708–1765)     | Frans I Stefan van Lotharingen (1708–1765)     | Frans I Stefan van Lotharingen (1708–1765)     | Frans I Stefan van Lotharingen (1708–1765) | Frans I Stefan van Lotharingen (1708–1765) |                                           |                                           | Maria Theresia van Oostenrijk (1717-1780) | Maria Theresia van Oostenrijk (1717-1780) | Maria Theresia van Oostenrijk (1717-1780) | Maria Theresia van Oostenrijk (1717-1780) | Maria Theresia van Oostenrijk (1717-1780) | Maria Theresia van Oostenrijk (1717-1780) |  |  |                       |                       |                       |                       |                       |                       |
| Frans I Stefan van Lotharingen (1708–1765) | Frans I Stefan van Lotharingen (1708–1765) | Frans I Stefan van Lotharingen (1708–1765) | Frans I Stefan van Lotharingen (1708–1765) | Frans I Stefan van Lotharingen (1708–1765) | Frans I Stefan van Lotharingen (1708–1765) |                               |                               | Maria Theresia van Oostenrijk (1717-1780) | Maria Theresia van Oostenrijk (1717-1780) | Maria Theresia van Oostenrijk (1717-1780) | Maria Theresia van Oostenrijk (1717-1780) | Maria Theresia van Oostenrijk (1717-1780) | Maria Theresia van Oostenrijk (1717-1780) |                                     |                                     | Karel III van Spanje (1716-1788)      | Karel III van Spanje (1716-1788)      | Karel III van Spanje (1716-1788)      | Karel III van Spanje (1716-1788)      | Karel III van Spanje (1716-1788)      | Karel III van Spanje (1716-1788)      |  |  | Maria Amalia van Saksen (1724-1760)         | Maria Amalia van Saksen (1724-1760)         | Maria Amalia van Saksen (1724-1760)         | Maria Amalia van Saksen (1724-1760)         | Maria Amalia van Saksen (1724-1760)         | Maria Amalia van Saksen (1724-1760)         |                                                |                                                | Frans I Stefan van Lotharingen (1708–1765)     | Frans I Stefan van Lotharingen (1708–1765)     | Frans I Stefan van Lotharingen (1708–1765)     | Frans I Stefan van Lotharingen (1708–1765)     | Frans I Stefan van Lotharingen (1708–1765) | Frans I Stefan van Lotharingen (1708–1765) |                                           |                                           | Maria Theresia van Oostenrijk (1717-1780) | Maria Theresia van Oostenrijk (1717-1780) | Maria Theresia van Oostenrijk (1717-1780) | Maria Theresia van Oostenrijk (1717-1780) | Maria Theresia van Oostenrijk (1717-1780) | Maria Theresia van Oostenrijk (1717-1780) |  |  |                       |                       |                       |                       |                       |                       |
|                                            |                                            |                                            |                                            |                                            |                                            |                               |                               |                                           |                                           |                                           |                                           |                                           |                                           |                                     |                                     |                                       |                                       |                                       |                                       |                                       |                                       |  |  |                                             |                                             |                                             |                                             |                                             |                                             |                                                |                                                |                                                |                                                |                                                |                                                |                                            |                                            |                                           |                                           |                                           |                                           |                                           |                                           |                                           |                                           |  |  |                       |                       |                       |                       |                       |                       |
|                                            |                                            |                                            |                                            |                                            |                                            |                               |                               |                                           |                                           |                                           |                                           |                                           |                                           |                                     |                                     |                                       |                                       |                                       |                                       |                                       |                                       |  |  |                                             |                                             |                                             |                                             |                                             |                                             |                                                |                                                |                                                |                                                |                                                |                                                |                                            |                                            |                                           |                                           |                                           |                                           |                                           |                                           |                                           |                                           |  |  |                       |                       |                       |                       |                       |                       |
|                                            |                                            |                                            |                                            | Keizer Leopold II (1747-1792)              | Keizer Leopold II (1747-1792)              | Keizer Leopold II (1747-1792) | Keizer Leopold II (1747-1792) | Keizer Leopold II (1747-1792)             | Keizer Leopold II (1747-1792)             |                                           |                                           |                                           |                                           |                                     |                                     | Marie Louise van Bourbon (1745-1792)  | Marie Louise van Bourbon (1745-1792)  | Marie Louise van Bourbon (1745-1792)  | Marie Louise van Bourbon (1745-1792)  | Marie Louise van Bourbon (1745-1792)  | Marie Louise van Bourbon (1745-1792)  |  |  | Ferdinand I der Beide Siciliën (1751-1825)  | Ferdinand I der Beide Siciliën (1751-1825)  | Ferdinand I der Beide Siciliën (1751-1825)  | Ferdinand I der Beide Siciliën (1751-1825)  | Ferdinand I der Beide Siciliën (1751-1825)  | Ferdinand I der Beide Siciliën (1751-1825)  |                                                |                                                |                                                |                                                |                                                |                                                | Maria Carolina van Oostenrijk (1752-1814)  | Maria Carolina van Oostenrijk (1752-1814)  | Maria Carolina van Oostenrijk (1752-1814) | Maria Carolina van Oostenrijk (1752-1814) | Maria Carolina van Oostenrijk (1752-1814) | Maria Carolina van Oostenrijk (1752-1814) |                                           |                                           |                                           |                                           |  |  |                       |                       |                       |                       |                       |                       |
|                                            |                                            |                                            |                                            | Keizer Leopold II (1747-1792)              | Keizer Leopold II (1747-1792)              | Keizer Leopold II (1747-1792) | Keizer Leopold II (1747-1792) | Keizer Leopold II (1747-1792)             | Keizer Leopold II (1747-1792)             |                                           |                                           |                                           |                                           |                                     |                                     | Marie Louise van Bourbon (1745-1792)  | Marie Louise van Bourbon (1745-1792)  | Marie Louise van Bourbon (1745-1792)  | Marie Louise van Bourbon (1745-1792)  | Marie Louise van Bourbon (1745-1792)  | Marie Louise van Bourbon (1745-1792)  |  |  | Ferdinand I der Beide Siciliën (1751-1825)  | Ferdinand I der Beide Siciliën (1751-1825)  | Ferdinand I der Beide Siciliën (1751-1825)  | Ferdinand I der Beide Siciliën (1751-1825)  | Ferdinand I der Beide Siciliën (1751-1825)  | Ferdinand I der Beide Siciliën (1751-1825)  |                                                |                                                |                                                |                                                |                                                |                                                | Maria Carolina van Oostenrijk (1752-1814)  | Maria Carolina van Oostenrijk (1752-1814)  | Maria Carolina van Oostenrijk (1752-1814) | Maria Carolina van Oostenrijk (1752-1814) | Maria Carolina van Oostenrijk (1752-1814) | Maria Carolina van Oostenrijk (1752-1814) |                                           |                                           |                                           |                                           |  |  |                       |                       |                       |                       |                       |                       |
|                                            |                                            |                                            |                                            |                                            |                                            |                               |                               |                                           |                                           | Frans II van Oostenrijk (1768-1835)       | Frans II van Oostenrijk (1768-1835)       | Frans II van Oostenrijk (1768-1835)       | Frans II van Oostenrijk (1768-1835)       | Frans II van Oostenrijk (1768-1835) | Frans II van Oostenrijk (1768-1835) |                                       |                                       |                                       |                                       |                                       |                                       |  |  |                                             |                                             |                                             |                                             |                                             |                                             | Maria Theresia van Bourbon-Sicilië (1772-1807) | Maria Theresia van Bourbon-Sicilië (1772-1807) | Maria Theresia van Bourbon-Sicilië (1772-1807) | Maria Theresia van Bourbon-Sicilië (1772-1807) | Maria Theresia van Bourbon-Sicilië (1772-1807) | Maria Theresia van Bourbon-Sicilië (1772-1807) |                                            |                                            |                                           |                                           |                                           |                                           |                                           |                                           |                                           |                                           |  |  |                       |                       |                       |                       |                       |                       |
|                                            |                                            |                                            |                                            |                                            |                                            |                               |                               |                                           |                                           | Frans II van Oostenrijk (1768-1835)       | Frans II van Oostenrijk (1768-1835)       | Frans II van Oostenrijk (1768-1835)       | Frans II van Oostenrijk (1768-1835)       | Frans II van Oostenrijk (1768-1835) | Frans II van Oostenrijk (1768-1835) |                                       |                                       |                                       |                                       |                                       |                                       |  |  |                                             |                                             |                                             |                                             |                                             |                                             | Maria Theresia van Bourbon-Sicilië (1772-1807) | Maria Theresia van Bourbon-Sicilië (1772-1807) | Maria Theresia van Bourbon-Sicilië (1772-1807) | Maria Theresia van Bourbon-Sicilië (1772-1807) | Maria Theresia van Bourbon-Sicilië (1772-1807) | Maria Theresia van Bourbon-Sicilië (1772-1807) |                                            |                                            |                                           |                                           |                                           |                                           |                                           |                                           |                                           |                                           |  |  |                       |                       |                       |                       |                       |                       |
|                                            |                                            |                                            |                                            |                                            |                                            |                               |                               |                                           |                                           |                                           |                                           |                                           |                                           |                                     |                                     |                                       |                                       |                                       |                                       |                                       |                                       |  |  |                                             |                                             |                                             |                                             |                                             |                                             |                                                |                                                |                                                |                                                |                                                |                                                |                                            |                                            |                                           |                                           |                                           |                                           |                                           |                                           |                                           |                                           |  |  |                       |                       |                       |                       |                       |                       |
|                                            |                                            |                                            |                                            |                                            |                                            |                               |                               |                                           |                                           |                                           |                                           |                                           |                                           |                                     |                                     |                                       |                                       |                                       |                                       |                                       |                                       |  |  |                                             |                                             |                                             |                                             |                                             |                                             |                                                |                                                |                                                |                                                |                                                |                                                |                                            |                                            |                                           |                                           |                                           |                                           |                                           |                                           |                                           |                                           |  |  |                       |                       |                       |                       |                       |                       |
| Marie Louise van Oostenrijk (1791-1847)    | Marie Louise van Oostenrijk (1791-1847)    | Marie Louise van Oostenrijk (1791-1847)    | Marie Louise van Oostenrijk (1791-1847)    | Marie Louise van Oostenrijk (1791-1847)    | Marie Louise van Oostenrijk (1791-1847)    |                               |                               | Ferdinand I van Oostenrijk (1793-1875)    | Ferdinand I van Oostenrijk (1793-1875)    | Ferdinand I van Oostenrijk (1793-1875)    | Ferdinand I van Oostenrijk (1793-1875)    | Ferdinand I van Oostenrijk (1793-1875)    | Ferdinand I van Oostenrijk (1793-1875)    |                                     |                                     | Leopoldine van Oostenrijk (1797-1826) | Leopoldine van Oostenrijk (1797-1826) | Leopoldine van Oostenrijk (1797-1826) | Leopoldine van Oostenrijk (1797-1826) | Leopoldine van Oostenrijk (1797-1826) | Leopoldine van Oostenrijk (1797-1826) |  |  | Marie Clementine van Oostenrijk (1798-1881) | Marie Clementine van Oostenrijk (1798-1881) | Marie Clementine van Oostenrijk (1798-1881) | Marie Clementine van Oostenrijk (1798-1881) | Marie Clementine van Oostenrijk (1798-1881) | Marie Clementine van Oostenrijk (1798-1881) |                                                |                                                | Maria Carolina van Oostenrijk (1801-1832)      | Maria Carolina van Oostenrijk (1801-1832)      | Maria Carolina van Oostenrijk (1801-1832)      | Maria Carolina van Oostenrijk (1801-1832)      | Maria Carolina van Oostenrijk (1801-1832)  | Maria Carolina van Oostenrijk (1801-1832)  |                                           |                                           | Frans Karel van Oostenrijk (1802-1878)    | Frans Karel van Oostenrijk (1802-1878)    | Frans Karel van Oostenrijk (1802-1878)    | Frans Karel van Oostenrijk (1802-1878)    | Frans Karel van Oostenrijk (1802-1878)    | Frans Karel van Oostenrijk (1802-1878)    |  |  | 4 zusters en 2 broers | 4 zusters en 2 broers | 4 zusters en 2 broers | 4 zusters en 2 broers | 4 zusters en 2 broers | 4 zusters en 2 broers |

Aartshertog Frans Karel · Franz Anton von Kolowrat-Liebsteinsky · Aartshertog Lodewijk · Klemens von Metternich
- Bibliothèque nationale de France: cb16297326d (data)
- Gemeinsame Normdatei: 131412000
- International Standard Name Identifier: 0000 0000 5541 4471
- Nationale Bibliotheek van Tsjechië: jx20070724004
- Virtual International Authority File: 40286981
- WorldCat: E39PBJppxxhTRqYR7D3BhGjQv3